# SMS Cormoran (1892)
«Корморан» — небронированный крейсер типа «Буссард», пятый корабль из шести кораблей этого класса. Построен для ВМС Германской империи для несения службы за рубежом. Киль крейсера был заложен в Данциге в 1890 году, корабль был спущен на воду в мае 1892 года, вступил в строй в июле 1893 года. Вооружение крейсера составляла главная батарея из восьми 105-мм орудий. «Корморан» развивал скорость в 15,5 узлов (28,7 км/ч).
Большую часть своей службы крейсер провёл за пределами Германии, в основном в германских колониях в южной части Тихого океана. Крейсер обычно нёс надзорную службу и подавлял восстания местного населения в германских колониях. В конце 1894-го и начале 1895 года крейсер нёс краткосрочную службу в южноафриканских водах после чего направился в Тихий океан. «Корморан» участвовал в захвате концессии в бухте Цзяочжоу Шаньдуньского полуострова у Китая в 1897 году. В 1903 году «Корморан» вернулся в Германию и в 1907—1908 годах прошёл модернизацию. На следующий год крейсер вернулся в южный район Тихий океан, где пребывал до начала Первой мировой войны в августе 1914 года. На момент начала боевых действий корабль находился на ремонте в доках Циндао и не смог принять активного участия в войне. Ввиду этого он был разоружён и затоплен в гавани, его орудия были использованы для усиления обороны порта.

## Описание
Корпус крейсера был длиной в 83,9 м и 12,7 м шириной, осадка в 4,42 м, водоизмещение в 1864 т при полной боевой загрузке. Силовая установка состояла из двух горизонтальных трёхцилиндровых паровых машин питаемых от четырёх цилиндрических угольных котлов. Крейсер развивал максимальную скорость в 15,5 узлов (28,7 км/ч) и мог пройти расстояние в 5460 км на скорости 9 узлов. Экипаж корабля состоял из 9 офицеров и 152 матросов/
Вооружение крейсера составляли восемь 105-мм скорострельных орудий SK L/35 на центральном штыре, общий боезапас оставлял 800 выстрелов. Орудия имели дальнобойность 10.800 м. Два орудия были размещены рядом на носу, два на каждом борту и два на корме. На борту были также пять револьверных орудий и два 350 мм торпедных аппарата с пятью торпедами, установленных на палубе.

## Служба
«Корморан» был построен на имперской верфи (Kaiserliche Werft) в Данциге. Его киль был заложен в 1890, корпус был спущен на воду 17 мая 1892. На церемонии спуска присутствовал кайзер Вильгельм II и старший директор Kaiserliche Werft. Работы были закончены 25 июля 1893 года, после чего корабль вошёл в списки флота Германской империи. Крейсер прошёл двухмесячные испытания, которые закончились 22 сентября. Служба крейсера началась в 1894 году, она должна была проходить за рубежом в колониальных владениях Германии. 2 октября экипаж получил приказ отправиться на восточноазиатскую станцию и заменить там канонерку Wolf, но ввиду роста напряжённости в Южной Африке командование флота отправило новый крейсер в германскую восточную Африку, чтобы защищать там германские интересы.
16 октября «Корморан» и недавно вошедший в строй крейсер того же класса «Кондор» покинули Германию направившись к берегам восточной Африки. 15 декабря корабли прибыли в Лоуренсу-Маркеш, столицу португальской восточной Африки, где «Корморан» провёл следующие семь месяцев. В январе 1895 года  «Корморан» отбуксировал португальский крейсер «Альфонсо Альбукерке» обратно в Лоуренсу-Маркеш. В июле «Кондор» прибыл в Лоуренсу-Маркеш чтобы заменить «Корморан», которому предстояло вернуться к первоначальному назначению в восточноазиатские воды. 5 июля корабль покинул Восточную Африку, по дороге остановился в Маскате (Оман) где нанёс официальный визит султану. 5 августа при проходе Ормузского пролива был повреждён предохранительный клапан на цилиндре низкого давления машины правого борта. Ввиду этого крейсер направился в Бушер (Персия) для ремонта, после чего отправился в Басру по реке Шатт-эль-Араб, где нанёс визит местному германскому консулу и турецким властям.

### Первый период на Тихом океане

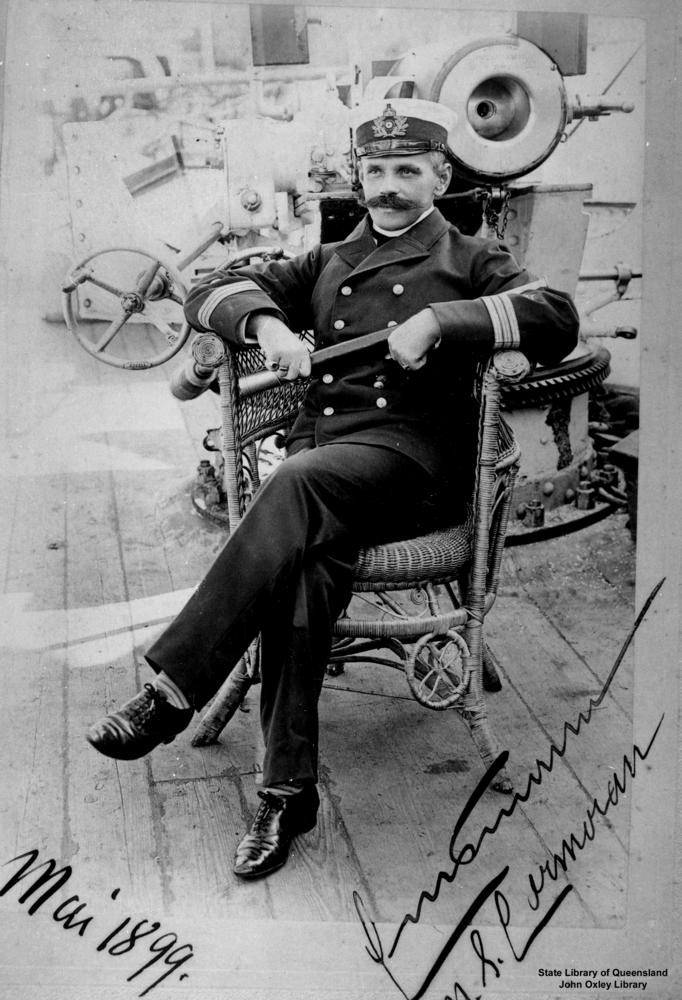
Командир «Корморана» Корветтенкапитан Хуго Эмсман на борту корабля в мае 1899

13 сентября «Корморан» прибыл в Сингапур и присоединился к германской восточно-азиатской крейсерской эскадре под командованием контр-адмирала Хофмана, поднявшего свой флаг на броненосном крейсере «Кайзер». В июле 1896 года крейсер принял участие в снятии с мели канонерки Iltis. В октябре-ноябре 1897 года «Корморан» отправился по реке Янцзы в Ханкоу. Крейсер принял участие в захвате концессии в бухте Цзяочжоу. В ходе американо-испанской войны корабль в мае 1898 года пришёл к Филиппинам, однако американский крейсер «Райли» не позволил ему войти в Кавите. В ноябре крейсер отбуксировал «Кайзер» из залива Самсах в Фуцзяне в Гонконг для ремонта. Ввиду обострившейся политической обстановки в Германском Самоа штаб адмиралтейства приказал «Корморану» отправиться туда чтобы усилить группировку из двух крейсеров того же типа: «Буссард» и «Фальке».
На пути в Самоа «Корморан» в ночь с 23 на 24 марта 1899 года налетел на риф Whirlwind у западного берега Новой Померании. Корабль налетел на риф своей средней частью, так что его нос на метр выступал из воды. Команда попыталась облегчить крейсер выгрузкой угля и боезапасов, но корабль остался прикованным к рифу. Командир корабля корветтенкапитан Хуго Эмсманн отправил паровой катер и ялик с двумя офицерами и одиннадцатью матросами в Фридрих-Вильгелмсхафен в 300 км от места аварии. Там моряки встретили германский пароход «Штеттин», который 29 марта подошёл к рифу. Тем временем Эмсманн решил убрать весь ненужный уголь и боезапас, часть которого выгрузили на берег, а оставшуюся часть просто выбросили за борт. Фок- и грот- матчу срубили а кормовые орудия перетащили на нос. Эти меры позволил сняться с рифа. Затем экипаж загрузил обратно припасы, выгруженные ранее на берег. Корабль отправился во Фридрих-Вильгельмсхафен, где прошёл обследование, были погружены дополнительные припасы. «Корморан» отправился в Сидней для проведения ремонта в сухом доке. Полное обследование корпуса выявило лишь лёгкие повреждения. Ремонтные работы продлились до начала июня.
В середине июня 1900 года «Корморан» вернулся в Сидней для ежегодного капитального ремонта. Часть экипажа была отправлена в Китай на подавление Восстания боксёров. 2 октября «Корморан» бросил якорь в Апиа перед тем как отправиться в тур по германским колониям на Тихом океане. С 15 марта по 1 мая 1901 года корабль находился на ремонте в Сиднее. В этот период «Корморан» и броненосный крейсер «Ганза» представляли Германию на первом парламенте Австралии в Мельбурне. На обратном пути к Самоа «Корморан» был отправлен к остовам Сент-Маттиас где был убит германский исследователь Менцке нем. Mencke вместе со своим ассистентом. Прибыв к островам «Корморан» и конвойный корабль «Мёве» атаковали островитян, ответственных за убийство. 28 июля «Корморан» вернулся в Апиа. В течение ноября крейсер нёс конвойную службу и совершал походы к другим островам.
В 1902 году крейсер вновь навестил архипелаг Бисмарка и Маршалловы острова. Последующий ремонт был проведён в Сиднее. 18 августа крейсер вернулся в Апиа. 23 сентября крейсер отправился в очередной тур по германским колониям. В середине марта крейсер вернулся в Сидней для периодического обслуживания и там получил приказ возвращаться в Германию. 23 марта «Корморан» вышел из Сиднея и достиг Киля 13 сентября. В Германии крейсер нёс службу в составе основного флота. Крейсер был модернизирован в ходе длительной реконструкции начавшейся в 1907 году на имперской верфи в Данциге. Были установлены новые котлы производства J. W. Klawitter, парусная оснастка была сокращена. Также была установлена новая более высокая ходовая рубка. Работы были завершены в 1908 году, 1 мая 1909 года «Корморан» снова получил назначение на Тихий океан.

### Второй период на Тихом океане

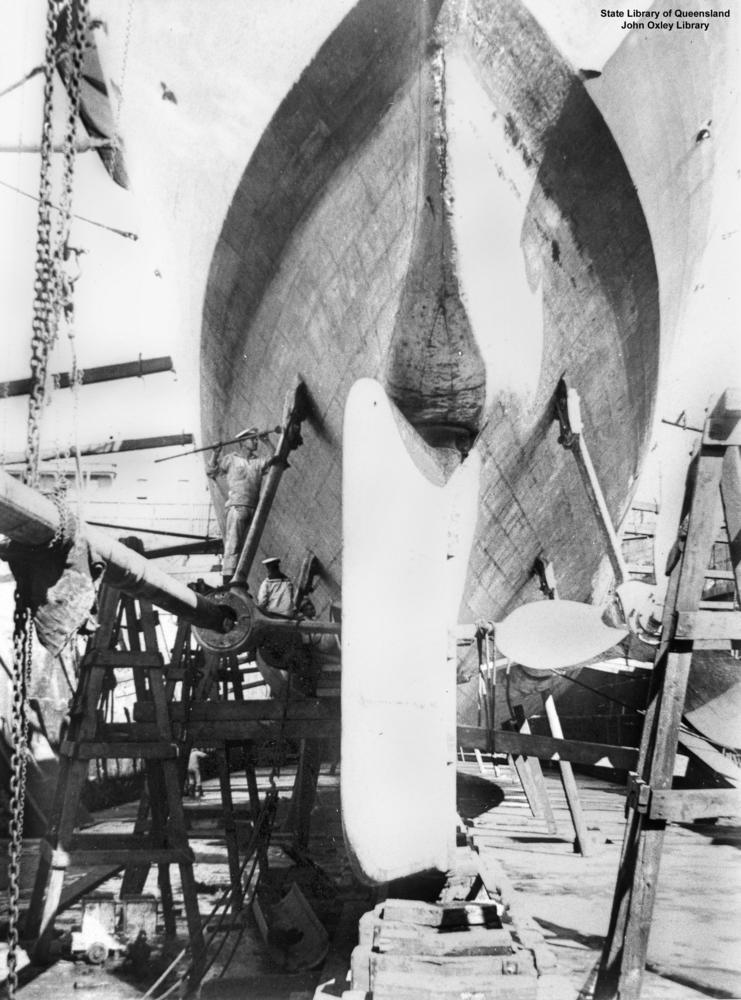
«Корморан» в доке Сиднея

8 июня 1909 года, находясь на Мальте, крейсер получил приказ идти к Малой Азии, где происходила германская интервенция вызванная восстанием в Турции и насилием против армян. «Корморан» присоединился к крейсерам «Штеттин» и «Любек», хотя последний был отозван в Германию после того как обстановка разрядилась. В ходе инцидента «Корморан» принял на борт 300 армян, чтобы их защитить. 9 июля находясь в Порт-Саиде «Корморан» получил приказ продолжить свой поход на Тихий океан. Крейсеру пришлось остановиться в Джидде для ремонта котлов. Достигнув Тихого океана, корабль приступил к конвойной службе, десантный отряд предпринял карательную экспедицию против каннибалов на Земле кайзера Вильхельма. 3 ноября крейсер принял участие в церемонии подъёма флага в Бланш-бей в годовщину германского владения Новой Померанией. Три дня спустя крейсер принял участие в церемонии закладки первого камня при строительстве башни Бисмарка в городе Томе (расположен к юго-западу от столицы Хербертсхёэ).
13 ноября «Корморан» принял на борт губернатора Хербертсхёэ и сначала отправился во Фридрих-Вильгельмсхафен, затем в Ганзахафен а потом к реке Кайзерин-Аугуста, прошёл 339 км по вверх по её течению прежде чем получил приказ разворачиваться. 22 ноября крейсер достиг устья реки, 8 января 1910 года прибыл в Апиа. Корабль принял участие в отмечании десятилетия германской аннексии островов продлившейся с 28 февраля по 3 марта. По дороге в Гонконг крейсер попал в ураган, нанёсший ему значительные повреждения. Его борта оказались слегка вдавлены, все шлюпки повреждены. Временный ремонт был проведён в Нумеа (Новая Каледония). 3 мая «Корморан» прибыл в Гонконг, 15 июля вернулся в Апиа. Затем «Корморан» присоединился к крейсеру «Кондор», броненосному крейсеру «Шарнхорст» и лёгким крейсерам «Эмден» и «Нюрнберг» из Восточно-азиатской эскадры. Пять кораблей плыли вместе пока 13 декабря находясь в Рабауле не получили приказ идти к Понпею для подавления восстания племени Сокехов. Крейсера прибыли туда 19 декабря и действовали там до 22 февраля, «Корморан», «Эмден» и «Нюрнберг» высаживали десанты для поддержки полиции (Polizei-Soldaten) из германской Новой Гвинеи..
23 марта «Корморан» вернулся в Сидней для ежегодного ремонта, после чего приступил к очередному круизу по германским колониям на южном Тихом океане. В сентябре «Корморан» и пароход «Планета» безвозмездно сняли с мели норвежский барк «Фрам». В мае 1912 года крейсер прошёл новый капитальный ремонт в Циндао, после чего снова отправился в тур по германским колониям. 10 января 1913 года крейсер вернулся в Апиа. 24 февраля 1913 года по приказу статс-секретаря Управления имперским флотом (Reichsmarineamt) Альфреда фон Тирпица «Корморан» был переквалифицирован в канонерку. С 4 июня по 5 июля корабль находился на ремонте в Сиднее. Затем ему пришлось сделать остановку у Бугенвиля ввиду племенных распрей на острове. Канонерка высадила десант, чтобы помочь полицейским силам (Polizeitruppen) подавить конфликт. В начале 1914 года корабль отправился в Циндао для дальнейшего ремонта и прибыл туда 30 мая.
С обострением политической ситуации в Европе в июле 1914 года, командир крейсера «Эмден» фрегаттенкапитан Карл фон Мюллер как старший по чину офицер в Циндао приказал ускорить ремонтные работы на «Корморане». После начал войны в августе «Эмден» захватил русский пароход «Рязань» и привёл его в Циндао. Поскольку «Корморан» всё ещё не находился в строю он был выведен из флота, его экипаж пополнил команду «Рязани», переквалифицированной во вспомогательный крейсер «Корморан». Моряки с канонерок «Илтис» и «Фатерлянд» вместе с прочими добровольцами также пополнили команду нового вспомогательного крейсера. Большая часть вооружения канонерки «Корморан» была 6 августа 1914 года снята для укрепления береговой обороны Циндао для защиты концессии от британского нападения. В ночь с 28 на 29 сентября 1914 года канонерка была затоплена служащими имперских доков с целью не допустить захвата корабля противником.